# Пісуар

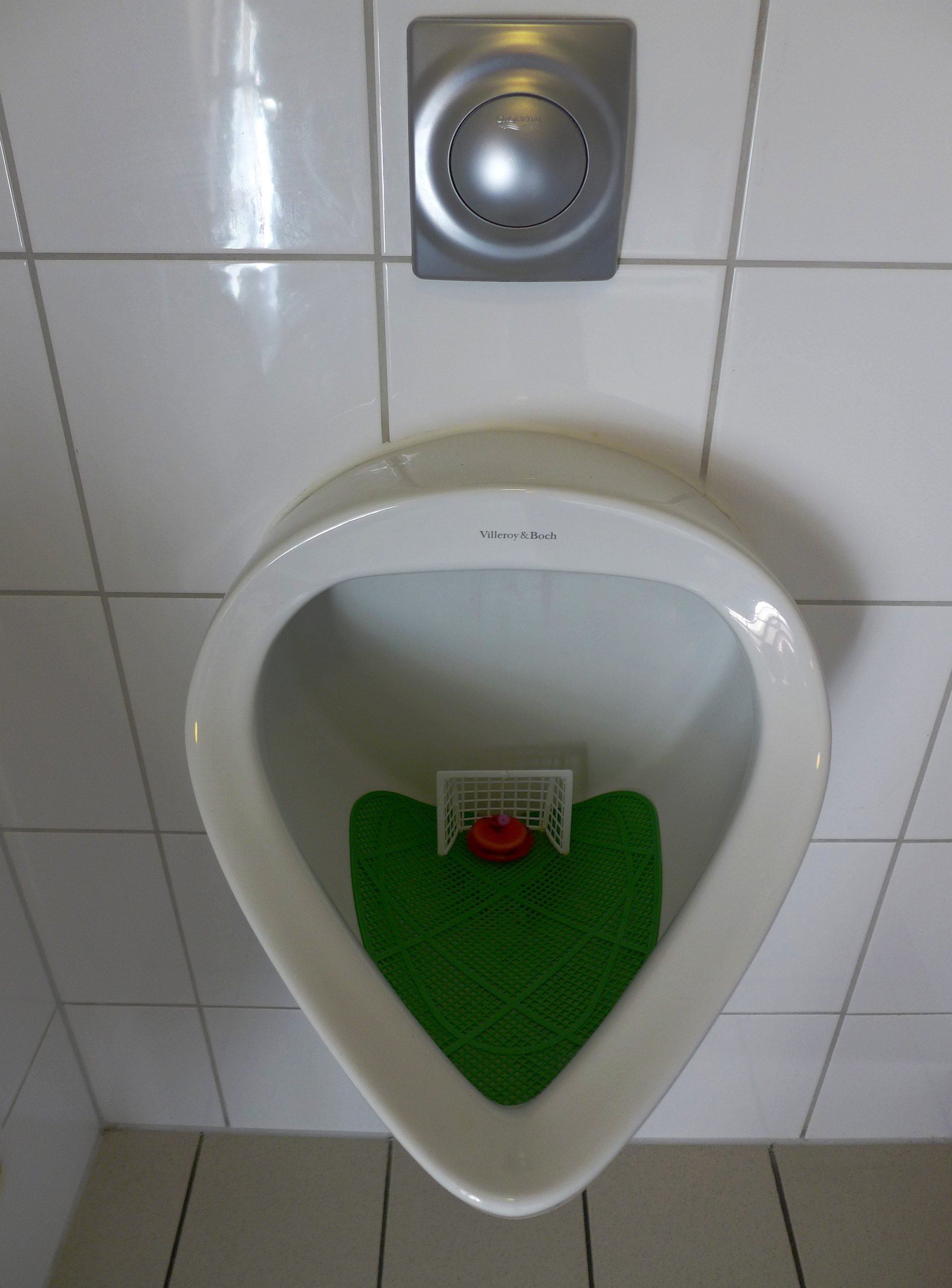
Футбольний німецький пісуар

Про автономне об'єднання дивіться статтю Південно-Східна Українська Автономна Республіка
Пісуа́р (фр. pissoir від pisser — «мочитися») — округлий предмет з фаянсу або іншого матеріалу, що кріпиться на стіні і під'єднується до каналізації і (не завжди) водопроводу.

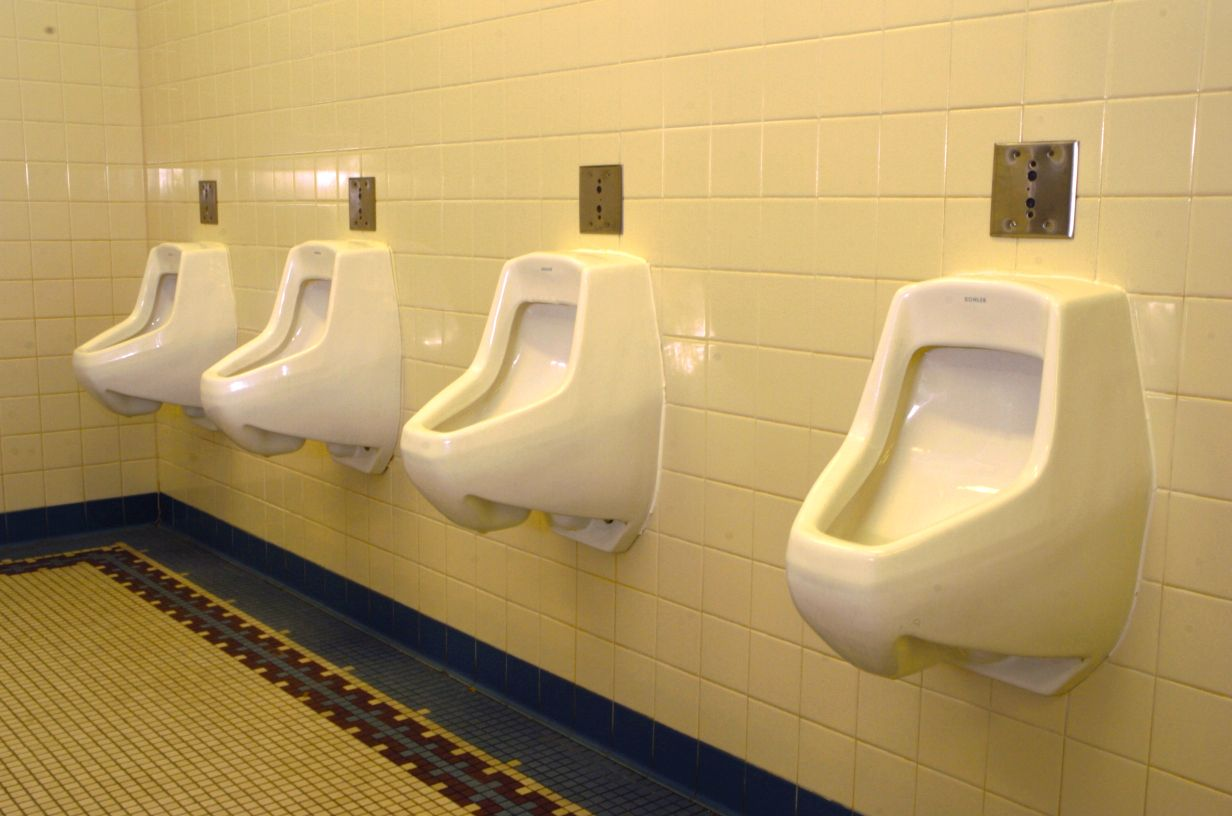
Пісуари в громадському туалеті

 Пісуари встановлюють у туалетах на площах і вулицях для сечовипускання; вимагає періодичної дезінфекції.

## Історія
До недавнього часу пісуари застосовувалися лише у громадських вбиральнях. Вони мали переваги порівняно з унітазами: не вимагали окремих кабінок. Зараз відомі моделі пісуарів, розрахованих на приватні ванні кімнати, причому пісуар йде в одній колекції з раковиною, унітазом і біде, які виробляють в одному стилі. Залежно від способу монтажу, пісуари діляться на настінні й підлогові. За розташуванням зливного пристрою: з зовнішнім та внутрішнім зливом.

## Цікаві факти

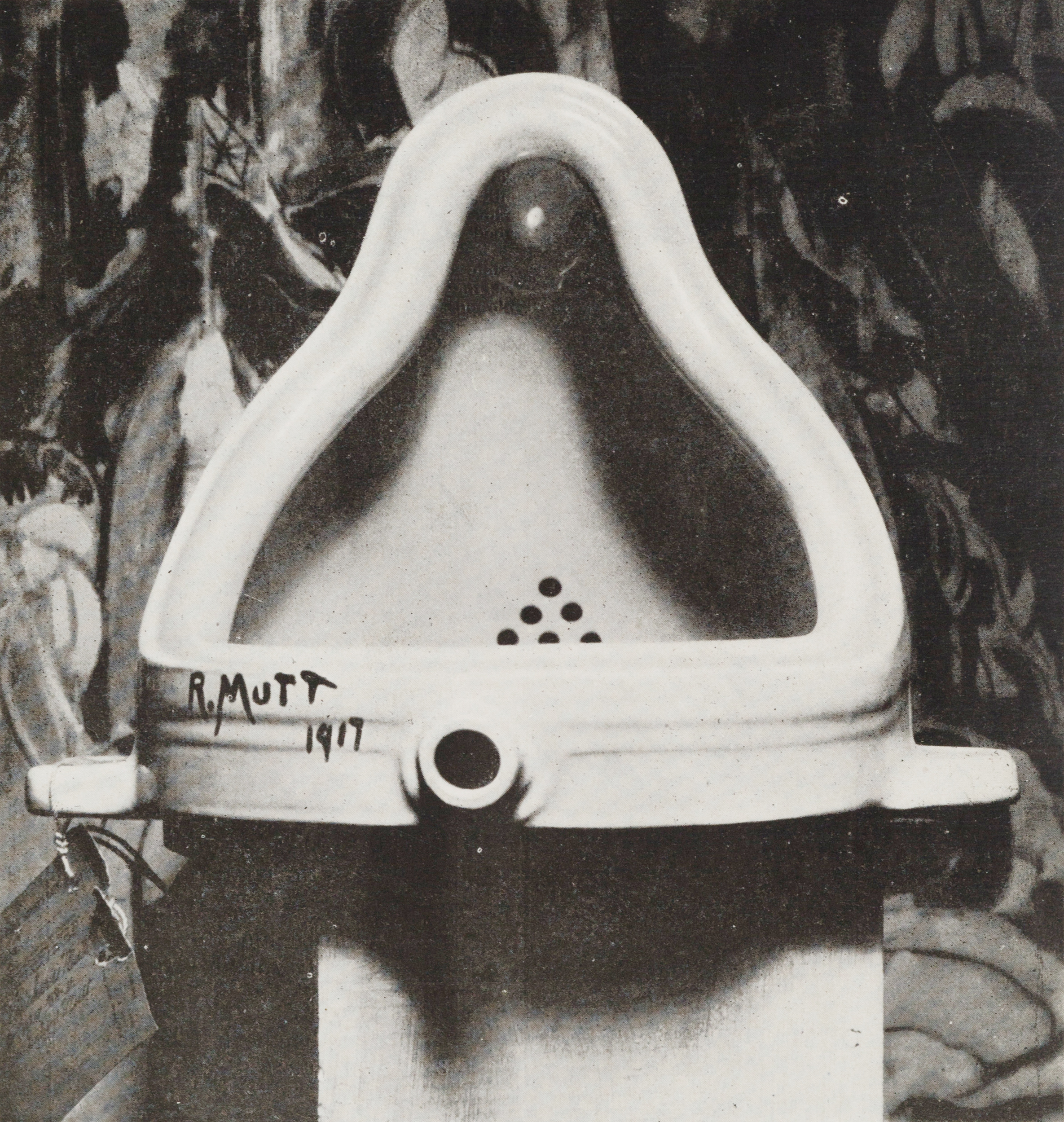
Фотографія оригіналу роботи Дюшана, зроблена Альфредом Стігліцем, як тло була обрана картина Хартлі Марсдена «Війни»

- Незважаючи на те, що слово «пісуар» є французьким за походженням, у сучасній французькій мові воно вже не вживається. Замість нього вживається слово «urinoir» (букв. — «сечівня»).
- У грудні 2004 року в результаті опитування серед британських професіоналів з мистецтва робота Дюшана «Фонтан», що є пісуаром виробництва JL Mott Iron Works, була визнана найбільш впливовим твором XX століття[2], набравши 64% голосів і випередивши тим самим картину Пікассо «Авіньйонські дівчата».[3]